# Galeus cadenati
Espèce
Répartition géographique
Statut de conservation UICN

 DD  : Données insuffisantes
Galeus cadenati est une espèce de requins.